# Philodendron mawarinumae
Philodendron mawarinumae är en kallaväxtart som beskrevs av George Sydney Bunting. Philodendron mawarinumae ingår i släktet Philodendron och familjen kallaväxter. Inga underarter finns listade.